# Jinyi Wei

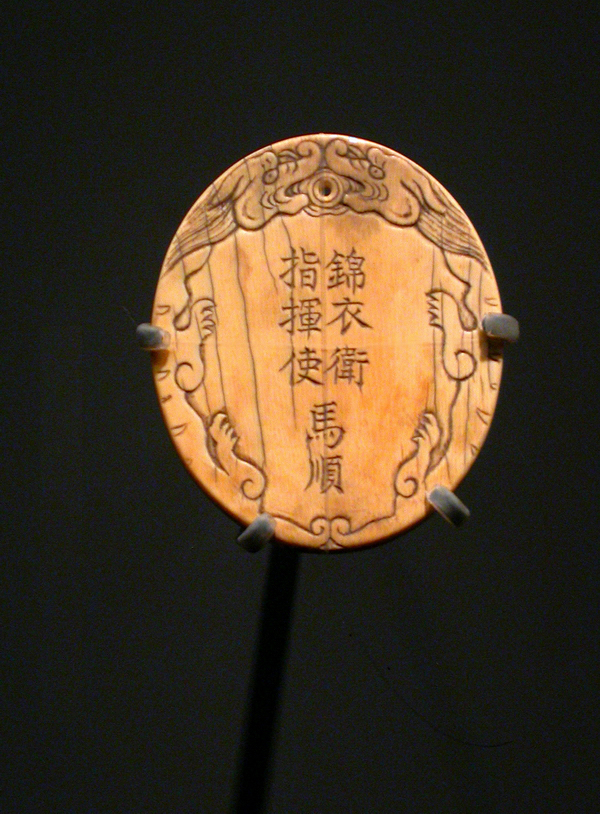
Odznaka Jinyi Wei

Jinyi Wei (chiń. upr. 锦衣卫, chiń. trad. 錦衣衛, dosł. Strażnicy w Brokacie) – chińska tajna policja epoki Cesarstwa, utworzona przez Hongwu, pierwszego władcę z dynastii Ming w 1382 roku.
Cesarz powołał służbę w celu ochrony jego samego. Początkowo działało 500 funkcjonariuszy, ale już w 1385 roku było ich 14 tysięcy, a nowo nabyte kompetencje przekształciły gwardię przyboczną w tajną policję. Uprawnienia funkcjonariuszy Jinyi Wei były bardzo szerokie: nie dotyczyły ich ograniczenia prawne, mieli możliwość aresztowania i torturowania więźniów oraz pełnili w wojsku rolę podobną do XX-wiecznych komisarzy politycznych. Służbę Strażników zlikwidowano w 1393 roku po aresztowaniu i egzekucji gen. Lan Yu, jednak już w 1402 roku została ona odtworzona przez cesarza Yongle, który zdobył władzę w wyniku zamachu stanu i potrzebował oprzeć swoje panowanie o terror. Od tego czasu Jinyi Wei rozrastało się i w XVI wieku liczyło już 200 tysięcy funkcjonariuszy. Służbę zlikwidowano po powstaniu Li Zichenga w 1644 roku i przejęciu władzy przez dynastię Qing.